# 부크 카라지치

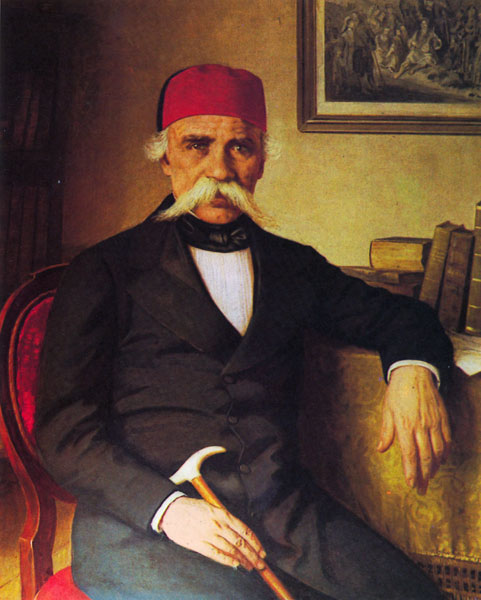
부크 카라지치의 초상화 (1850년대 ~ 1860년대)

부크 스테파노비치 카라지치(세르비아어: Вук Стефановић Караџић / Vuk Stefanović Karadžić, 1787년 11월 7일 오스만 제국(현재의 세르비아) 트르시치(Tršić) ~ 1864년 2월 7일 오스트리아 제국(현재의 오스트리아) 빈)는 세르비아의 언어학자, 작가, 민속학자이다. 세르비아어, 세르보크로아트어의 표준을 확립한 언어 개혁가로 평가받고 있다.

## 생애
세르비아 로즈니차(Loznica) 인근에 위치한 트르시치(Tršić) 마을 출신이다. 1804년에는 세르비아인들이 오스만 제국의 세르비아 지배에 저항하면서 일으킨 반란에 가담했고 나중에 베오그라드 대학교에 재학하게 된다.
카라지치는 페슈트, 노비사드에서 치료를 받던 도중에 다리를 쓸 수 없게 되면서 나무로 만든 의지(義肢)에 의존하게 된다. 1810년에는 세르비아로 귀환했지만 1813년 오스만 제국이 세르비아인들의 반란을 진압하면서 세르비아를 떠나게 된다. 오스트리아 빈에서 슬라브학을 처음 접한 뒤부터 세르비아어로 쓴 시와 민요를 수집했다.
1814년에는 《세르비아어 문법》이라는 책을 발표하면서 구어에 기초한 문어 개혁을 통해 세르비아어의 문법을 확립했다. 1814년과 1815년에는 《세르비아 민요》라는 2권의 책을 발표했다. 1818년에는 세르비아어로 쓰여진 최초의 사전인 《세르비아어 사전》을 출간했다. 1824년에는 독일의 언어학자인 야코프 그림이 그의 저서인 《세르비아 민요》를 독일어로 번역했다.
1821년부터 1833년까지 《세르비아 민화》, 《세르비아 민중 시가》를 발표했고 1826년에는 세르비아 최초의 학술 연감인 《다니차》(Danica, "금성"이라는 뜻)를 발표했다. 그 밖에 세르비아의 민속, 민요에 대한 저서를 발표했다.
카라지치는 교회 슬라브어의 영향을 받았던 세르비아어 키릴 문자를 세르비아어의 구어의 영향을 받은 새로운 키릴 문자로 대체했다. 1850년에는 오스트리아 당국의 요청에 따른 빈 문학 협정 체결식에서 세르비아 대표로 서명하면서 세르보크로아트어의 표준을 확립했다. 세르비아의 10 디나르 지폐에는 그의 초상화가 그려져 있다.

## 사진

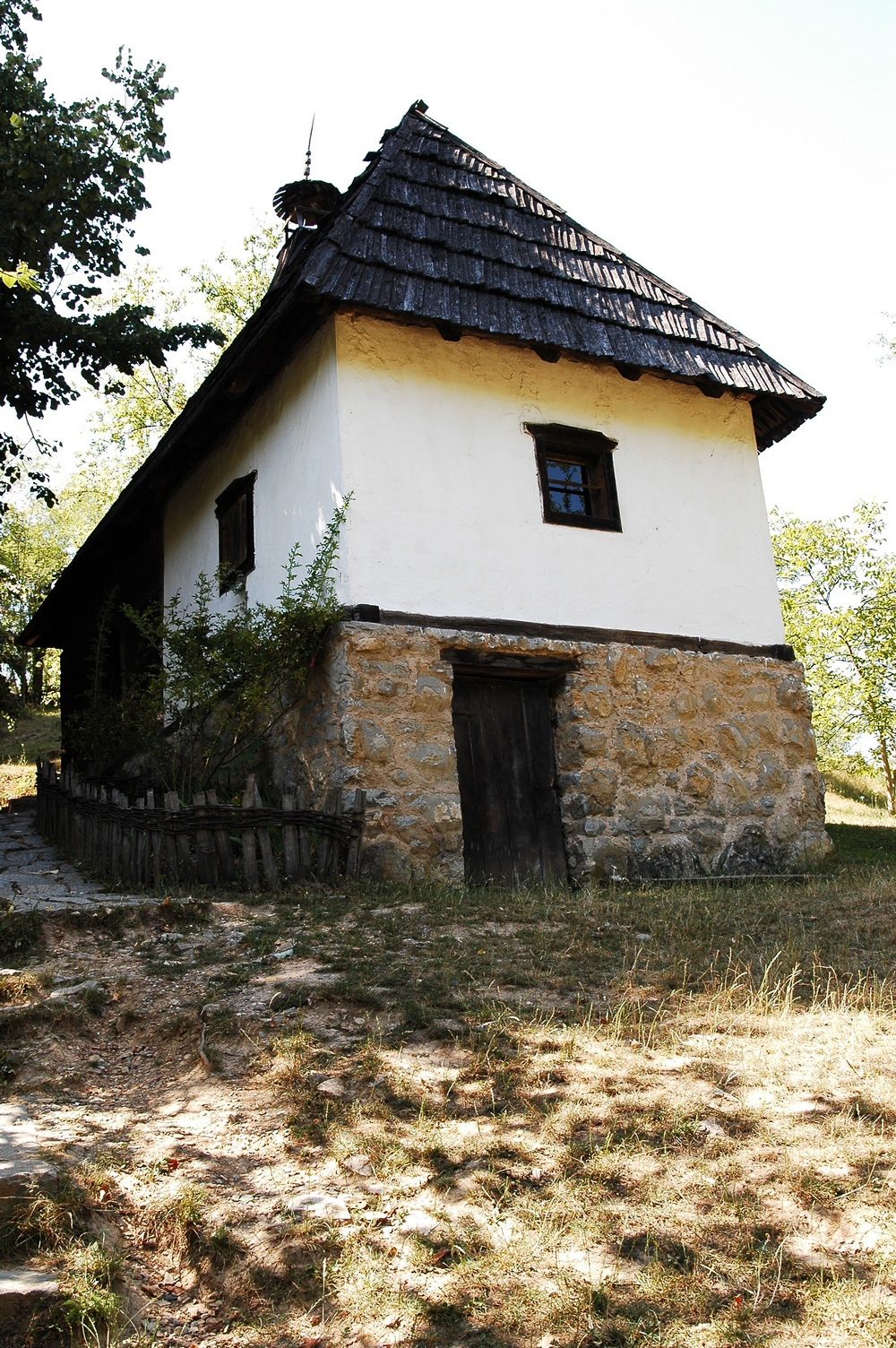
부크 카라지치 생가
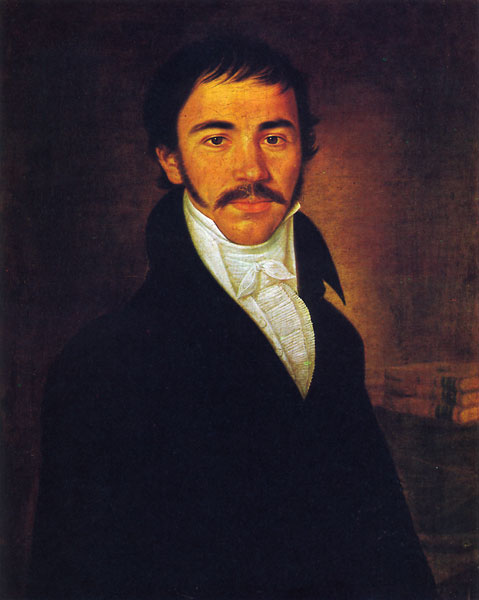
파벨 주르코비치(Pavel Đurković)가 그린 부크 카라지치의 초상화 (1816년)
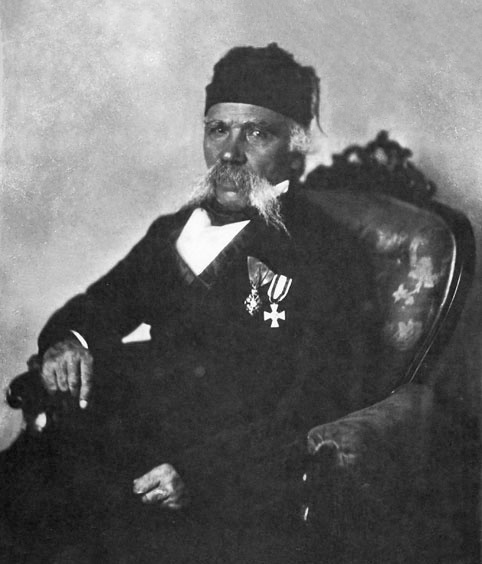
부크 카라지치의 사진 (1850년경)
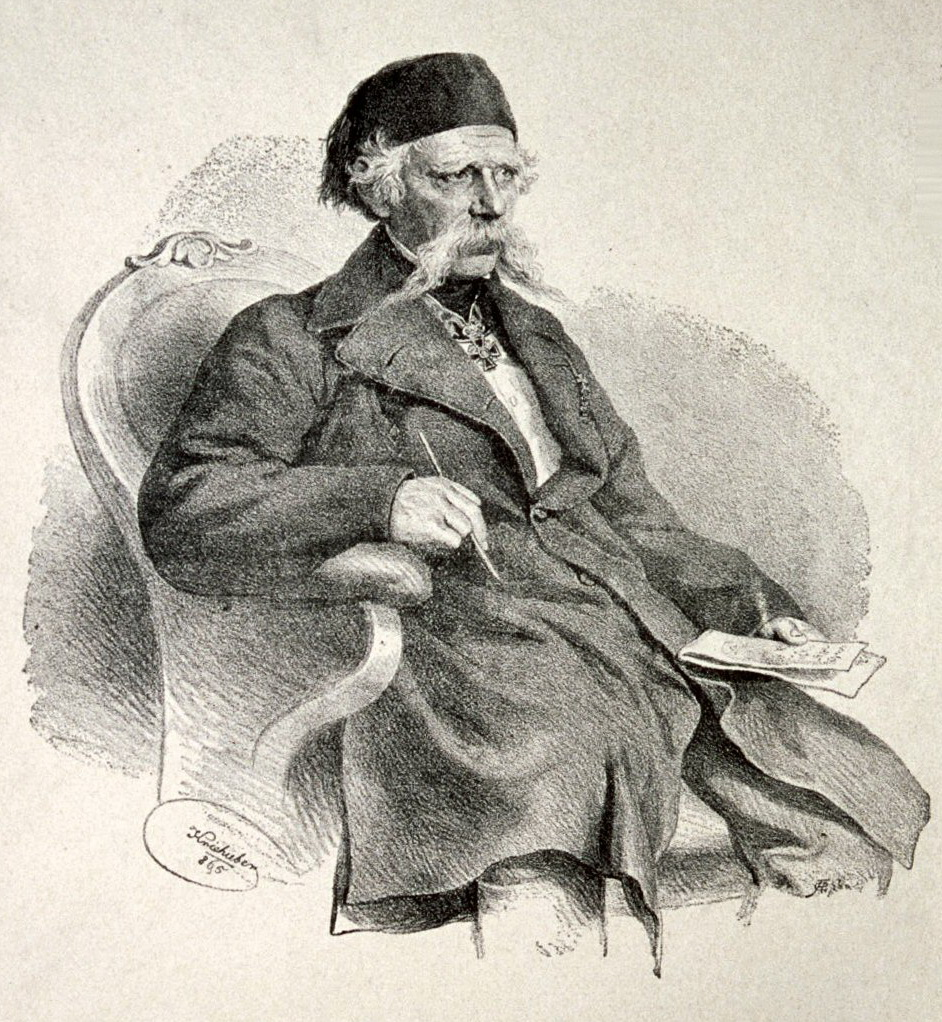
요제프 크리후버(Josef Kriehuber)가 그린 부크 카라지치의 초상화 (1865년)
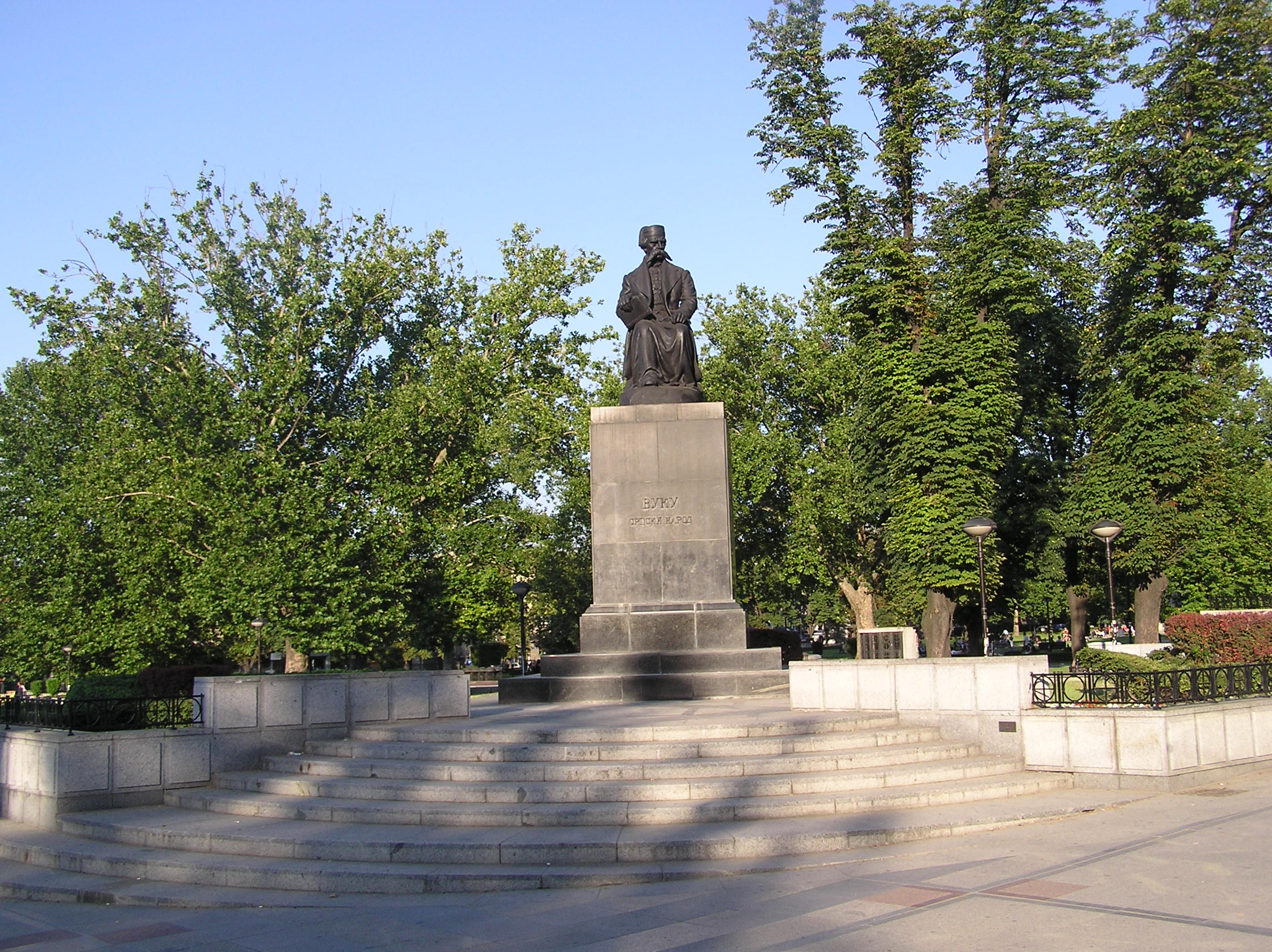
세르비아 베오그라드에 세워진 부크 카라지치 동상